# We Go Up
We Go Up – drugi minialbum NCT Dream – podgrupy południowokoreańskiego boysbandu NCT. Ukazał się 3 września 2018 roku, nakładem wytwórni SM Entertainment. Płytę promował singel „We Go Up".

## Lista utworów
| CD | CD                                            | CD | CD                                                                                               | CD              | CD      |
| Nr | Tytuł utworu                                  | Tekst | Kompozycja                                                                                       | Aranżacja       | Długość |
| -- | --------------------------------------------- | --- | ------------------------------------------------------------------------------------------------ | --------------- | ------- |
| 1. | „We Go Up”                                    | Kenzie, Mark | MZMC, Andrew Bazzi (Rice N' Peas), Mike Woods (Rice N' Peas), Kevin White (Rice N' Peas), Kenzie | Rice N' Peas    | 3:03    |
| 2. | „1, 2, 3”                                     | Hwang Yoo-bin | August Rigo, The Stereotypes                                                                     | The Stereotypes | 3:01    |
| 3. | „Beautiful Time” (kor. 너와 나)               | Seo Ji-eum, Kim In-ha, Mark | Michael Lee Cheung (MLC), Erik Lidbom                                                            | Erik Lidbom     | 3:27    |
| 4. | „Drippin”                                     | Jeon Ji-eun (January 8th (lalala Studio)), Hwang Seon-jeong (January 8th (lalala Studio)), Kim Jeong-mi (January 8th (lalala Studio)), Mark | Jonatan Gusmark (Moonshine), Ludvig Evers (Moonshine), Deez, Cazzi Opeia (Sunshine)              | Moonshine       | 3:17    |
| 5. | „Dear Dream”                                  | Baek Geum-min (Song Carat), Lee Soo-jung (Song Carat), Jisung, Jaemin, Jeno, Mark                                                           | Anton Ewald, Simon Johansson, Sebastian Thott                                                    | Sebastian Thott | 3:09    |
| 6. | „We Go Up (Chinese version)” (chiń. 青春接力) | Zhou Weijie | MZMC, Andrew Bazzi (Rice N' Peas), Mike Woods (Rice N' Peas), Kevin White (Rice N' Peas), Kenzie | Rice N' Peas    | 3:03    |

## Notowania
| Lista                           | Pozycja |
| ------------------------------- | ------- |
| Circle Weekly Album Chart       | 2       |
| Japanese Albums (Oricon)        | 11      |
| Japanese Hot Albums (Billboard) | 28      |
| UK Download Albums (OCC)        | 97      |
| World Albums (Billboard)        | 5       |

## Sprzedaż
| Kraj             | Sprzedaż |
| ---------------- | -------- |
| Korea Południowa | 361 806  |